# Mahlberg
Mahlberg é uma cidade da Alemanha, no distrito de Ortenaukreis, na região administrativa de Freiburg, estado de Baden-Württemberg.

## Ligações externas

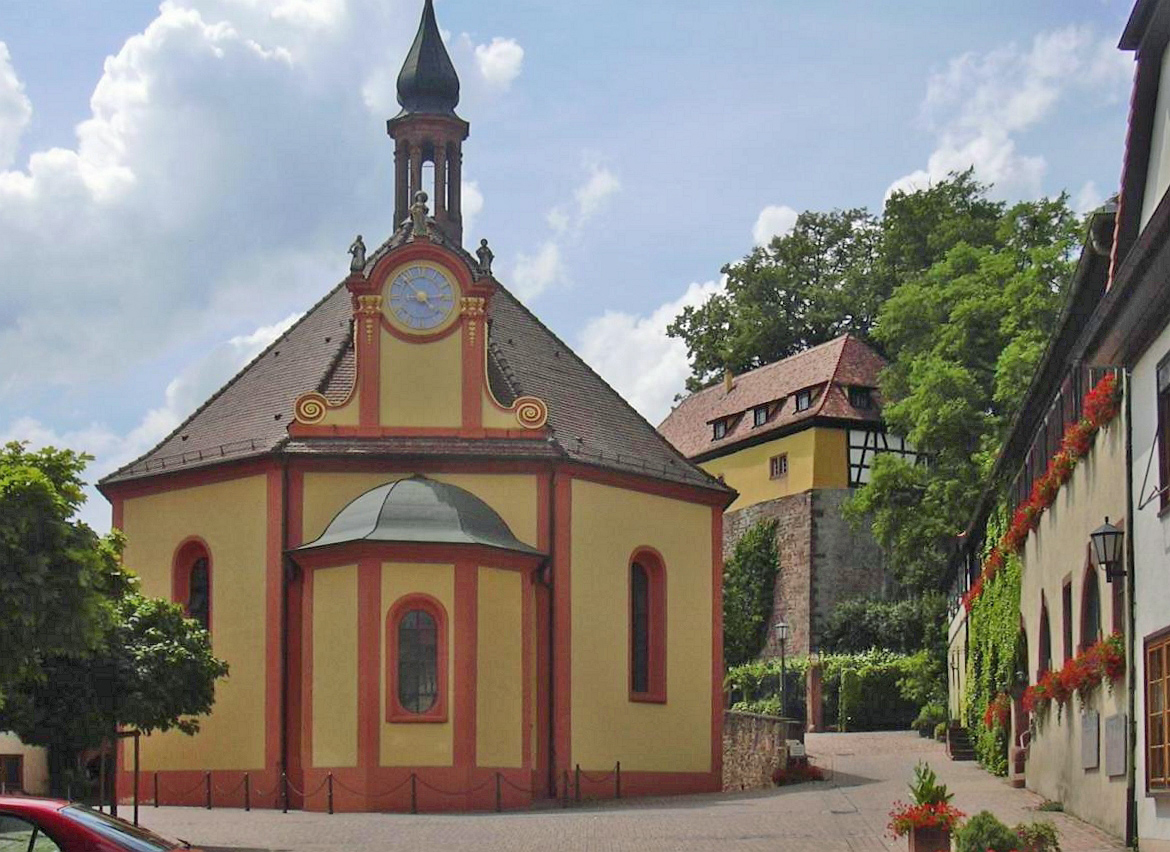
Igreja e castelo em Mahlberg